# 張賢妃 (宋高宗)
張賢妃（？—1142年3月22日），南宋高宗妃嬪。宋孝宗的養母。開封人。

## 生平
南宋以前張氏的经历不明。高宗即位，封为才人。建炎四年（1130年），進婕妤。高宗之子元懿太子早逝，以遠房宗室趙瑗（後宋孝宗）为養子，在妃嬪中選择養母。当時，潘賢妃（元懿太子之母）因为儿子死亡，悲痛过度，对此不关心。張婕妤于是作为趙瑗的养母。
紹興十年，張氏進为婉儀（嬪）。紹興十二年二月初六日（1142年3月22日）張婉儀薨，贈賢妃之位。

## 延伸阅读
[在维基数据编辑]
 《宋史·卷243》，出自脱脱《宋史》